# Drusila da Mauritânia
Drusila da Mauritânia (Cesareia, 5 a.C. — Roma, 45) foi uma princesa da Mauritânia, da linhagem de Ptolemeu da Mauritânia.
Tácito menciona Drusila como neta de Marco Antônio e Cleópatra, que se casou com Marco Antônio Félix, procurador da Judeia de 52 a 60. Historiadores modernos supõem que Tácito confundiu Drusila, filha da rainha Cleópatra Selene II e do rei Juba II de Numídia, com uma bisneta de Marco Antônio e Cleópatra, de mesmo nome.
Sendo filha de Cleópatra Selene II e Juba II, ela seria irmã de Ptolomeu, último rei de Mauritânia. Do lado paterno, era neta do rei Juba I de Numídia. Após a morte de seu irmão, Drusila foi a última descendente direta da linhagem dos Ptolomeus.
Educada nos modos romanos, partiu para Roma no ano 7 d.C. (depois do funeral de sua mãe) onde conheceu Glafira, princesa capadócia, filha do rei Arquelau e noiva de seu pai. Em Roma casou-se com um importante político, Caio Cássio, que era cerca de 40 anos mais velho.
Foi muito bem recebida pela família imperial (Drusila era prima direita dos imperadores Cláudio, Calígula e Nero). No ano 40 recebeu o irmão Ptolomeu da Mauritânia,[carece de fontes?] que vinha a Roma a convite de Calígula, mas, quando o imperador soube que ele era rico, o assassinou. Esse fato trouxe muito desgosto para Drusila.